# Falcileptoneta ananensis
Espèce
Falcileptoneta ananensis est une espèce d'araignées aranéomorphes de la famille des Leptonetidae.

## Distribution
Cette espèce est endémique de la préfecture de Tokushima au Japon,. Elle se rencontre vers Anan.

## Description
Le mâle holotype mesure 1,76 mm et la femelle paratype 1,45 mm.

## Étymologie
Son nom d'espèce, composé de anan et du suffixe latin -ensis, « qui vit dans, qui habite », lui a été donné en référence au lieu de sa découverte, Anan.

## Publication originale
- Irie, 2016 : « A new species of the genus Falcileptoneta Komatsu (Araneae, Leptonetidae) from Shikoku, Japany). » Bulletin of the Kitakyushu Museum of Natural History and Human History, Series A (Natural History), vol. 14, p. 9-11 (texte intégral).